# Masaki Kobayashi
Masaki Kobayashi (小林 正樹, Kobayashi Masaki, 14 de febrer, 1916-4 d'octubre, 1996) va ser un director de cinema japonès, considerat un dels millors i més influents directors de cinema del món.

## Biografia
Va néixer a Otaru a l'illa de Hokkaido, com a fill d'un empleat d'oficina i cosí segon de l'actriu i directora Kinuyo Tanaka, una de les grans directores dels inicis del cinema. Va estudiar Art Oriental a la Facultat de Filosofia i Lletres de la Universitat de Waseda. Allí va ser deixeble, company i amic del poeta, cal·lígraf i historiador japonès Aizu Yaichi. Es va graduar el 1941 amb la tesi Estudi de l'edat de fundació del Temple de Muroji, un temple de Shingon famós per la seva petita pagoda i la seva obertura a les dones en contrast amb altres temples que les excloïen. Kobayashi va viure en el temple durant un mes mentre investigava la seva història.
Quan Kobayashi es va graduar el 1941, es va incorporar als famosos Estudis Shochiku com assistent de direcció i, en les seves pròpies paraules, «noi dels encàrrecs». En aquests estudis també van rebre formació o van col·laborar amb ells, entre molts altres, grans directors com Yasujirō Ozu, Kenji Mizoguchi, Mikio Naruse, Keisuke Kinoshita, Yōji Yamada o Akira Kurosawa. Aquí operava un sistema de aprenents en el qual els nous empleats amb potencial d'adreça s'assignaven a un director reconegut per al qual exercien nombroses funcions, com la de filmar, editar o escriure guions. La perpetuació de l'estil era un dels objectius del sistema d'aprenentatge. Kobayashi va ser assistent de direcció, entre d'altres, de Hiroshi Shimizu a Akatsuki no gasshō (1941) i Kanzashi (1941).
Poc després de començar el seu aprenentatge cinematogràfic va ser reclutat per l'Exèrcit Imperial Japonès durant la Segona Guerra Mundial i enviat a Manxúria. Kobayashi era obertament pacifista i quan va ser reclutat es va negar a combatre o a ser promogut a cap rang major que soldat. A Manxúria la brutalitat de l'exèrcit va reforçar el seu menyspreu preexistent per la institució i va marcar els seus forts valors antiautoritaris. Va passar l'últim any del conflicte com a presoner de guerra de l'Exèrcit dels Estats Units. Va ser alliberat a la fi del conflicte i va tornar als Estudis Shochiku per continuar la seva formació, aquesta vegada com a assistent de Keisuke Kinoshita.
Va debutar com a director el 1952, amb la cinta melodramàtica Musuko no seishun. El 1953 va realitzar un altre melodrama social: Magokoro. Aquest mateix any, Kobayashi va trencar amb les fèrries línies argumentals de la majoria de les pel·lícules de Shochiku i va dirigir la seva primera pel·lícula amb el seu estil personal, Kabe atsuki heya, sobre els criminals de guerra japonesos allotjats a la presó de Sugamo, amb el guió basat en quaderns escrits per veritables criminals de guerra i adaptats pel famós novel·lista Kōbō Abe. Aquí comença a albirar-se la temàtica pacifista i antimilitarista que l'acompanyarà la resta de la seva carrera. La distribució de la pel·lícula va ser detinguda durant quatre anys pels mateixos estudis per a poder passar la censura de les autoritats d'ocupació estatunidenques sota la direcció del general Douglas MacArthur. La cinta va aparèixer finalment el 1957.
Entre les seves pel·lícules s'inclou Kaidan (1964), una col·lecció de quatre històries sobre fantasmes extretes del llibre Kwaidan: Stories and Studies of Strange Things (1903) escrit per Lafcadio Hearn.
Kobayashi va dirigir, probablement a partir d'experiències pròpies, Ningen no joken (1959-1961), una trilogia sobre els efectes de la Segona Guerra Mundial en un japonès pacifista i socialista anomenat Kaji, encarnat per Tatsuya Nakadai, un dels millors actors del segle xx. Kaji és un home honest que s'haurà d'enfrontar a situacions injustes i innobles, situació que ens permet veure tres costats de la Segona Guerra Mundial a través dels seus ulls. La Condició Humana entremescla extraordinàriament la narració i el relat de la guerra en els ulls de Kaji, amb la perfecció tècnica: la brutalitat de la guerra queda patent en un eficaç to blanc i negre, en escenaris immensos, paisatges gegantescos, grans congregacions d'homes armats i en les expressions facials dels protagonistes més rellevants que reaccionen davant els increïbles esdeveniments que es produeixen a fons en un entorn tan hostil i catastròfic. Les intencions de Kobayashi eren transformar un conflicte mundial tan massiu i difícil d'entendre per a les persones individuals. Aquesta obra va marcar la senda de pel·lícules que reflectirien el costat no èpic de les guerres, influenciant en autors no japonesos com Stanley Kubrick, Francis Ford Coppola, Clint Eastwood, etc.

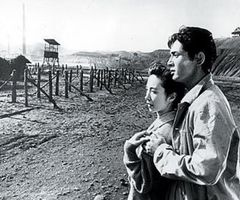
Fotograma de la primera pel·lícula de Ningen no joken.

És autor de Harakiri (1962), un extraordinari al·legat antimilitarista ambientat durant el Període Edo i el Shogunat Tokugawa, que posa en evidència la crueltat del feudalisme japonès i l'absurd del codi dels samurais, i en definitiva, del mal entès «honor» humà. questa cinta, entre altres premis, va ser premi especial del jurat al Festival Internacional de cinema de Canes. També destaca Jōi uchi hairyō tsuma shimatsu (1967).
El 1983 va realitzar Tôkyô saiban, un impressionant documental sobre els judicis de Crims de Guerra de Tòquio als quals van ser sotmesos els militaristes japonesos després de ser acusats de crims de guerra durant la II Guerra Mundial. Està narrada per l'actor japonès Kei Satō. Va ser guardonat amb el Premi Internacional de la Crítica FIPRESCI del 35è Festival Internacional de Cinema de Berlín i amb els Blue Ribbon Awards.
Més que cap altre cineasta japonès contemporani, el cinema de Kobayashi és marcat pel trauma de les seves experiències durant la guerra, vistes sempre des de la seva perspectiva humanista, pacifista i antimilitarista. No obstant això, no és ni des de lluny la seva única temàtica, perquè va ser un cineasta prolífic abastant molts gèneres fílmics i les seves pel·lícules són molt més variades temàticament que les dels seus contemporanis, i aborda aspectes polítics, militars, socials, amorosos, tecnològics, del xoc de cultures i generacions humanes, etc.
Retirat el 1985, Kobayashi va morir a Tòquio el 4 d'octubre de 1996 deixant un llegat imprescindible en la cultura cinematogràfica del segle xx.

## Filmografia
- 1952: Musuko no seishun 息子の青春
- 1953: Magokoro まごころ
- 1954: Mittsu no ai 三つの愛
- 1954: Kono hiroi sora no dokoka ni 女性に関する十二章
- 1955: Uruwashiki saigetsu 美わしき歳月
- 1956: Izumi 泉
- 1956: Anata kaimasu あなた買います
- 1956: Kabe atsuki heya 壁あつき部屋
- 1957: Kuroi kawa 黒い河
- 1959: Trilogia Ningen no jōken 人間の条件
- 1962: Karami-ai からみ合い
- 1962: Hara-kiri 切腹
- 1964: Kaidan 怪談
- 1967: Jōi uchi hairyō tsuma shimatsu 上位討ち 拝領妻始末
- 1968: Nihon no seishun 日本の青春
- 1971: Inochi bō ni furō いのちぼうにふろう
- 1975: Kaseki 化石
- 1978: Moeru aki 燃える秋
- 1983: Tōkyō saiban 東京裁判
- 1985: Shokutaku no nai ie 食卓のない家

## Premis i distincions
- 1963: Prix du Jury del Festival Internacional de Cinema de Canes per Hara-kiri[9]
- 1965: Prix du Jury del Festival Internacional de Cinema de Canes per Kaidan[10]
- 1967: Premi FIPRESCI a la Mostra de Venècia per Jōi uchi hairyō tsuma shimatsu
- 1969: Nihon no seishun és presentada en competició al festival de Canes[11]